# Ljetnikovac Petra Sorkočevića na Lapadu
Ljetnikovac Petra Sorkočevića na Lapadu je gotičko-renesansni ljetnikovac, odnosno vila na dubrovačkom predjelu Lapadu, s pogledom na gruški zaljev.
Najbolje je očuvan od pet ljetnikovaca roda Sorkočević. Dao ga je izgraditi Petar Sorkočević 1521. godine. Ljetnikovac je jednokatnica, s tipično dubrovačkim tlocrtom: središnji salon okružuju četiri sobe. Zgrada je podignuta na drvenom temelju, okružena vrtom i ograđena zidom. U vrtu je i ribnjak s morskom vodom, te orsan, pristanište za čamce. Na više mjesta uklesan je grb obitelji Sorkočević, a mogu se vidjeti i inicijali Petra Sorkočevića "P. S.". Ljetnikovac je bio namijenjen odmoru i razonodi, ondje su se održavali plesovi, kazališne predstave i književne večeri. Danas se u kapelici sv. Križa u stražnjem vrtu ljetnikovca nalazi kip sv. Vlaha kojega je isklesao Juraj Dalmatinac, a koji je zbog opasnosti od posolice s južne strane Gradskih zidina premješten u kapelicu.